# Maria Machowska
Maria Machowska (ur. 9 maja 1987 w Warszawie) – skrzypaczka, córka aktora Ignacego Machowskiego.

## Edukacja
Gry na skrzypcach zaczęła się uczyć w wieku 6 lat. Kształciła się w Państwowej Ogólnokształcącej Szkole Muzycznej II stopnia im. Z. Brzewskiego w Warszawie. pod kierunkiem Mirosława Ławrynowicza i Marka Zebury. (1999-2005) a następnie u  Konstantego Andrzeja Kulki u którego ukończyła studia na Uniwersytecie Muzycznym Fryderyka Chopina.
Szkoliła się również na kursach Krajowego Funduszu na Rzecz Dzieci w Zakopanem, kursach mistrzowskich w Łańcucie, Goch (Niemcy), Mount Royal College w Calgary (Kanada), organizowanej przez Mozarteum – Internationale Sommerakademie w Salzburgu (Austria) oraz uczestniczyła w Young Artists International Festival w Los Angeles (Stany Zjednoczone).

## Koncerty
Koncertowała z najtrudniejszym skrzypcowym repertuarem we wszystkich krajach europejskich, a także w USA, Kanadzie, Japonii, Chinach i Izraelu. Zagraniczne podróże koncertowe rozpoczęła w 1996 występem dla papieża Jana Pawła II w Auli Klementyńskiej Watykanu (miała wówczas 8 lat). Jako solistka i kameralistka występowała w tak słynnych salach jak: Carnegie Hall w Nowym Jorku, Disney Hall w Los Angeles, Wielka Sala Konserwatorium im. Piotra Czajkowskiego w Moskwie a także konserwatoriach w Salzburgu, Bernie, Lozannie, Genewie, Bazylei, Locarno, Wiedniu i Madrycie. Koncertowała w niemal całej Europie oraz w Izraelu, Japonii, Stanach Zjednoczonych Ameryki i Kanadzie.
W Polsce koncertowała z orkiestrami większości filharmonii, w tym także z Orkiestrą Filharmonii Narodowej, Orkiestrą Sinfonia Varsovia oraz Polską Orkiestrą Radiową.
Jako solistka współpracowała z wieloma wybitnymi dyrygentami – Jerzym Maksymiukiem, Janem Krenzem, Jean-Jacques Kantorowem, Enrique Batizem, Tadeuszem Strugałą, Wojciechem Rajskim, Tadeuszem Wojciechowskim, Sauliusem Sondeckisem, Nikolaiem Diadiurą, Łukaszem Borowiczem, Jerzym Swobodą, Tomaszem Bugajem, Michałem Dworzyńskim, Miguelem Gomezem Martinezem, Danielem Raiskinem, Joelem Sachsem, Georgiem Tchitchinadze.
Znaczący wpływ na rozwój artystki miała współpraca w charakterze solistki, kameralistki i koncertmistrza z tak wybitnymi postaciami świata muzycznego jak Ida Haendel, Augustin Dumay, Martha Argerich, Krzysztof Penderecki, Konstanty Andrzej Kulka, Eduard Schmieder, Wolfgang Marschner, Jacek Kaspszyk, Marc Minkowski. W 2003 z okazji Międzynarodowego Dnia Muzyki wykonała w duecie z Wadimem Brodskim Navarrę Pablo Sarasatego. Koncert odbył się w Filharmonii Narodowej i był transmitowany na żywo przez Telewizję Polską.
Jako solistka i kameralistka występowała w ramach takich festiwali jak La Folle Journee, Wielkanocny Festiwal Ludwiga van Beethovena, I Palpiti Festival of International Laureates, Mistrzowie Polskiej Wiolinistyki, Festiwal Wiolinistyczny im. Bronisława Hubermana.
Niezwykłym doświadczeniem artystycznym było tournée po Europie z Maximem Vengerovem w roli solisty, podczas którego artystka poprowadziła od pulpitu Polską Orkiestrę Kameralną występując w najsłynniejszych salach koncertowych w Europie m.in. Berliner Philharmonie, Auditorio Nacional de Música w Madrycie, Barbican Center w Londynie.
Artystka dokonała nagrań dla telewizji polskiej, japońskiej, niemieckiej, francuskiej i szwajcarskiej. Nagrywała dla takich wytwórni jak DUX czy Acte Prelable. Nagrania skrzypaczki znalazły się także na płycie autorskiej Barbary Kaszuby, a także na płytach będących kroniką Międzynarodowego Konkursu im. H. Wieniawskiego.
W roku 2007 oraz 2012 artystka została wyróżniona programem stypendialnym „Młoda Polska”.
W latach 2008–2014 Maria Machowska była koncertmistrzem Orkiestry Sinfonia Varsovia.
Od 2014 roku jest koncertmistrzem Filharmonii Narodowej w Warszawie.
Artystka poza działalnością koncertową zajmuje się również pedagogiką: od 2012 jest wykładowcą Akademii Sinfonia Varsovia, projektu służącego doskonaleniu umiejętności gry muzyka orkiestrowego. Jest mieszkanką Ożarowa Mazowieckiego.

## Nagrody

### Ogólnopolskie konkursy skrzypcowe[2]
- I nagroda, Bydgoszcz (1997);
- V nagroda (najmłodsza laureatka), Gdańsk (1997);
- III nagroda, Wrocław (1998);
- I nagroda, Stalowa Wola (1998);
- IV nagroda (najmłodsza laureatka), Lublin (1999).

### Międzynarodowe konkursy skrzypcowe
- III nagroda na Międzynarodowym Konkursie Młodych Skrzypków im. Karola Lipińskiego i Henryka Wieniawskiego w Lublinie (2003);
- I nagroda na Międzynarodowym Konkursie Skrzypcowym „Młodzi Wirtuozi” im. Niccolò Paganiniego we Wrocławiu (2004);
- V nagroda na Międzynarodowym Konkursie Skrzypcowym im. Henryka Wieniawskiego w Poznaniu (2006);
- nagroda specjalna na Międzynarodowym Konkursie im. Leopolda Mozarta w Augsburgu (2006)[4]).